# Holčovice (Postupice)
Holčovice je malá vesnice, část obce Postupice v okrese Benešov. Nachází se asi 3 km na jih od Postupic. V roce 2009 zde bylo evidováno 19 adres. Holčovice leží v katastrálním území Milovanice o výměře 4,87 km².

## Historie
První písemná zmínka o vesnici pochází z roku 1400.